# 悠木千帆 (2代目)
悠木 千帆（ゆうき ちほ、本名及び旧芸名：山田 和葉（やまだ かずは）、1974年8月4日 - ）は、日本の女優。愛知県出身。愛知大学文学部卒業。

## プロフィール
- デビュー以後、本名の山田和葉名義で活動。2時間ドラマのエキストラなど、下積みの時期を過ごしていた。
- 2004年、「悠木千帆」の芸名が山田に譲渡され、二代目悠木千帆となる。悠木千帆の名は、元は樹木希林が使用していたが、1977年4月1日にテレビ朝日の名称変更記念特別番組『わが家の友だち10チャンネル・徹子のナマナマ10時間半完全生中継』内のチャリティー・オークションコーナーに出品し、洋品店を経営する37歳の女性が2万200円で落札した。その後、落札者のもとには「悠木千帆」の譲渡を迫る依頼が殺到したが、頑として譲渡を拒み続けていた。山田は無償で芸名を譲り受けたとの事で、「あなたなら、と思った。そのかわりしっかり頑張りなさい」と励まされたという。[要出典]その後はドラマや舞台など、活躍の場が拡がっている。
- 2012年、所属していた高瀬プロダクションの社長が死去、3月31日をもって事務所が解散となる[1]。同年4月、サイトウルームに所属することを発表した[2]。
- 2014年、一般男性と結婚、2016年4月に第1子（長男）を出産。
- 2016年12月、おふぃす庵所属。

## 出演

### テレビドラマ
- 女と愛とミステリー（テレビ東京）
  - 「信濃のコロンボ事件ファイル3 戸隠伝説殺人事件」（2003年9月）
  - 「事件記者・浦上伸介3 東北線殺人事件」（2004年4月）
  - 「捜査検事・近松茂道4 偽装〜昇仙峡に舞う殺人事件（2004年8月）
  - 「弁護士晴枝・法律の落とし穴」（2004年11月）
- 火消し屋小町 第13話・14話（2004年7月、NHK）
- 土曜ワイド劇場（テレビ朝日）
  - 「鉄道捜査官4 愛と哀しみの飯田線」（2004年9月）
  - 土曜ワイド劇場「事件シリーズ12 妻はなぜ嘘の自白をしたか?」（2006年4月）
- 月曜ミステリー劇場（TBS）
  - 「税理士・楠銀平の事件帳簿2〜領収書は語る」（2004年11月）
  - 「棟居刑事シリーズ4 復讐（2004年12月）
  - 「弁護士 朝吹里矢子4 証言拒否の謎」（2005年5月）
  - 「冤罪〜父と子の旅路〜」（2005年6月） - 大富春香 役
- 大河ドラマ「功名が辻」（2006年1月 - 12月、NHK） - かめ 役
- 氷壁（2006年1月 - 2月、NHK） - アソシエイト弁護士 役
- 水曜ミステリー9（テレビ東京）
  - 「作家・如月祥子の事件ルポ」（2006年2月） - 茜 役
  - 「信濃のコロンボ事件ファイル17 みちのく遠野殺人事件」（2008年12月） - 河合貴代 役
  - 「内田康夫サスペンス 多摩湖畔殺人事件」（2012年7月） - 千葉英子 役
  - 「鉄道警察官・清村公三郎10 SL大井川殺人ルート」（2013年6月12日） - 智子 役
- 連続テレビ小説（NHK）
  - 「瞳」（2008年3月 - 9月） - 児童相談所職員・井上喜美子 役
  - 「とと姉ちゃん」（2016年7月 - 、NHK） - 岡 緑 役
- トップセールス 第4話（2008年5月、NHK）
- 金曜エンタテイメント（フジテレビ）
  - 「浅見光彦シリーズ31 喪われた道」（2008年5月） - 永井敏江 役
  - 「浅見光彦シリーズ35 歌枕殺人事件」（2009年10月、フジテレビ） - 朋子 役
- 陽炎の辻〜居眠り磐音 江戸双紙〜 シリーズ（NHK） - おいち 役
  - 陽炎の辻〜居眠り磐音 江戸双紙〜（2007年）
  - 陽炎の辻2〜居眠り磐音 江戸双紙〜（2008年）
  - 陽炎の辻スペシャル〜居眠り磐音 江戸双紙〜『夢の通い路』（2009年1月3日）
  - 陽炎の辻3〜居眠り磐音 江戸双紙〜（2009年）
  - 陽炎の辻スペシャル〜居眠り磐音 江戸双紙〜 『海の母』（2010年1月1日）
  - 陽炎の辻スペシャル〜居眠り磐音 江戸双紙〜 『完結編』（2017年1月2日）
- 月曜ゴールデン（TBS）
  - 「自治会長・糸井緋芽子社宅の事件簿9」（2009年2月） - 平松美玖 役
  - 「松本清張没後20年スペシャル・寒流」（2013年1月） - 三田敬子 役
- ハイビジョン特集「被爆した女たちは生きた〜長崎県女、クラスメイトたちの65年〜」（2010年8月、NHK BS-hi） - 川上珠子 役
- 水戸黄門第42部 第7話「じゃじゃ馬姫の逃避行 -金沢-」（2010年11月22日、TBS） - お染 役
- 金曜プレステージ（フジテレビ）
  - 「浅見光彦シリーズ39 遺骨」（2011年1月） - 青木美佳 役
  - 「遺品整理屋は見た!〜天国へのお引越しのお手伝い〜」（2011年3月）
  - 「浅見光彦シリーズ43 還らざる道」（2012年1月） - 旅館の仲居 琴絵 役
  - 「浅見光彦シリーズ47 平城山を越えた女」（2013年5月） - 博物館の職員 役
- テンペスト（2011年7月 - 9月、NHK BSプレミアム） - ノロ 役
- 神様の女房（2011年10月、NHK） - 分部しゅう 役
- 土曜ドラマスペシャル「永遠の泉」（2012年6月、NHK） - 中田和子 役
- おそろし〜三島屋変調百物語（2014年9月、NHK BSプレミアム）
- 神奈川発地域ドラマ「R134／湘南の約束」（2018年6月、NHK BSプレミアム）

### 舞台
- 北島三郎特別公演（2003年、新宿コマ劇場/博多座）
- 名古屋大安吉日物語（2004年10月、中日劇場）
- 港町十三番地（2004年7月、梅田コマ劇場）
- 夢ふたり（2005年12月、三越劇場）
- 阿修羅のごとく（2006年7月、博多座）
- 大奥－月光院物語－愛しき人（2007年3月、御園座） - 久美 役
- 里見浩太朗特別公演 薫風あばれ獅子（2009年6月、御園座） - お品 役
- ガス人間第1号（2009年10月、シアタークリエ） - 編集者・川崎 役
- 風流大名 徳川宗春（2010年4月、名鉄ホール） - おもん 役

### 映画
- 劇場版テンペスト3D（2012年）

### ラジオ
- 青春アドベンチャー（NHK-FM）
  - 死神の精度（2006年10月 - 11月）
  - 俵のねずみがマウスでチュー!（2007年12月）
  - ごくらくちんみ（2009年6月） - ミヨコ 役
  - ごくらくちんみ2（2011年5月） - エリコ 役
- FMシアター エトルリアの微笑み（2008年9月、NHK-FM）
- 志の輔ラジオ 落語DEデート ゲスト（2013年2月、文化放送）

### CM
- サントリー「金麦」花見篇（2011年）